# ویلیام پارکر فولک
 ویلیام پارکر فولک (انگلیسی: William Parker Foulke؛ ۱۸۱۶ – ۱۸ ژوئن ۱۸۶۵) یک دیرین‌شناس، وکیل، و تاریخ‌نگار اهل ایالات متحده آمریکا بود.